# Megachile rubricrus
Megachile rubricrus là một loài Hymenoptera trong họ Megachilidae. Loài này được Moure mô tả khoa học năm 1948.